# Венелин, Юрий Иванович
Ю́рий Ива́нович Вене́лин (настоящее имя — Георгий Гуца, лат. Georgius Hutza; 1802—1839) — российский историк и публицист, стоявший у истоков славистики, деятель славянского национального возрождения.
Один из основных представителей славянской школы, направления российской историографии, представители которого стремились доказать глубокую древность и исконную высокую цивилизованность славян и русских. Венелин считал, что к славянам принадлежали различные народы древности, и славяне являются одним из древнейших народов Европы. С Венелина началась идея отождествления этрусков со славянами и приоритета их письменности.

## Биография

### Ранние годы

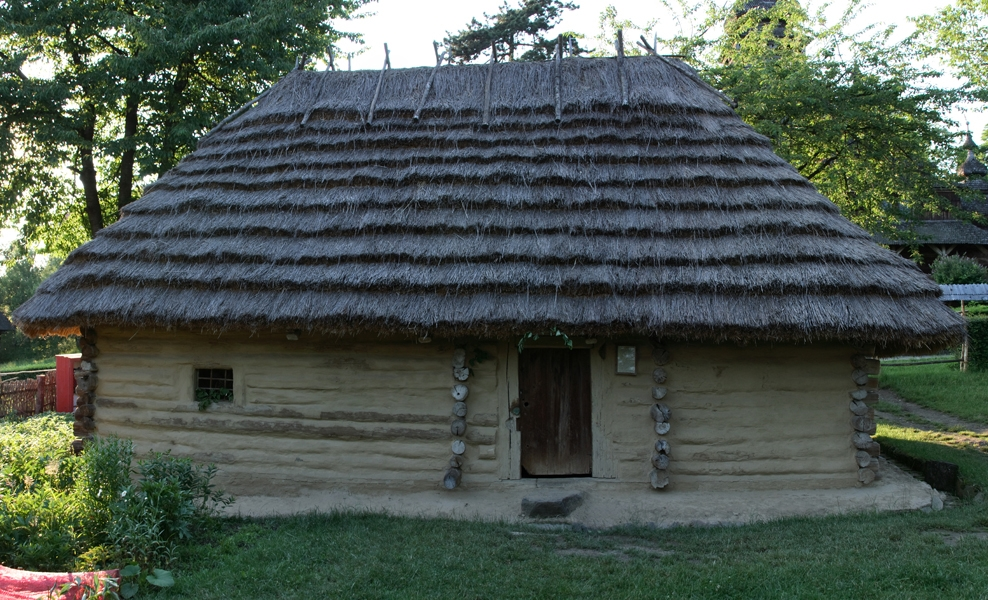
Крестьянский дом конца XVIII века села Тибава (ныне в Ужгородском скансене). Цитата на памятной доске: «По одной из гипотез в этом доме в 1802 году родился Юрий Венелин-Гуца.»

Сын православного священника русинско-румынского происхождения. Обучался сначала в унгварской гимназии, где его учителем был И. Чургович, а с 1821 года — в Сатмарском епископском лицее, где и начались его занятия историей, с 1822 — на философском факультете Львовского университета. Во время обучения он, не желая принимать духовный сан, изменил фамилию на Венелин-Венелович, чтобы скрыть своё местопребывание. В 1823 году Венелин вместе с двоюродным братом И. И. Молнаром бежал от религиозных притеснений в Россию, обосновавшись сначала в Кишинёве, где сблизился с болгарскими колонистами и их попечителем генералом Инзовым, а с 1825 года — в Москве. Учился на медицинском факультете Московского университета (1825—1829), занимаясь историческими изысканиями в свободное время. Был человеком образованным, знал древние и новые языки, некоторыми владел свободно. После окончания университета работал врачом Московского военного госпиталя и некоторое время работал домашним учителем; среди его учеников были Константин и Иван Аксаковы, будущие идеологи славянофильства. Окончательно поселившись в России, Венелин принял имя Юрий.

### Начало деятельности
Судьбоносным оказалось знакомство Венелина с М. П. Погодиным, А. С. Хомяковым, И. И. Срезневским, открывшее ему дорогу на страницы крупнейших журналов эпохи («Московский вестник», «Телескоп», «Отечественные записки», «Журнал Министерства Народного Просвещения»). Выступая с публицистическими статьями и историческими исследованиями, Венелин полемизировал с немецкими и австрийскими учёными, принижавшими историю и культуру славян. Особое внимание он уделял болгарам, чья история в то время была почти совершенно неизученна, а сама принадлежность к славянству подвергалась сомнению. В 1829 году вышла первая книга Венелина «Древние и нынешние болгаре», имевшая «значение не научного исследования, а скорее славянофильского воззвания, с восторгами пред прошлым и упованиями на будущее великого славянского народа». Стремясь во что бы то ни стало восстановить достоинство всех славян и болгар в частности, автор вольно оперировал историческими фактами, называя гуннов «сынами Руси», Словению — «Адриатической Украиной», Меровингов — «Мировичами», а Аттилу — «Русским Царём». В то же время Венелин впервые описывал современных болгар как этнографическую и историческую реальность; в его книге «болгары, которых ещё недавно смешивали с сербами, впервые представлены были как многочисленный народ в пределах былой Болгарии, Румелии, Македонии, Фессалии, Албании, румынских землях, Бессарабии и Новороссийском крае». Книга Венелина, содержавшая множество положений, уже тогда отвергнутых наукой, была принята скорее неблагосклонно, хотя серьёзных возражений ему никто не сделал.

### Путешествие в Болгарию

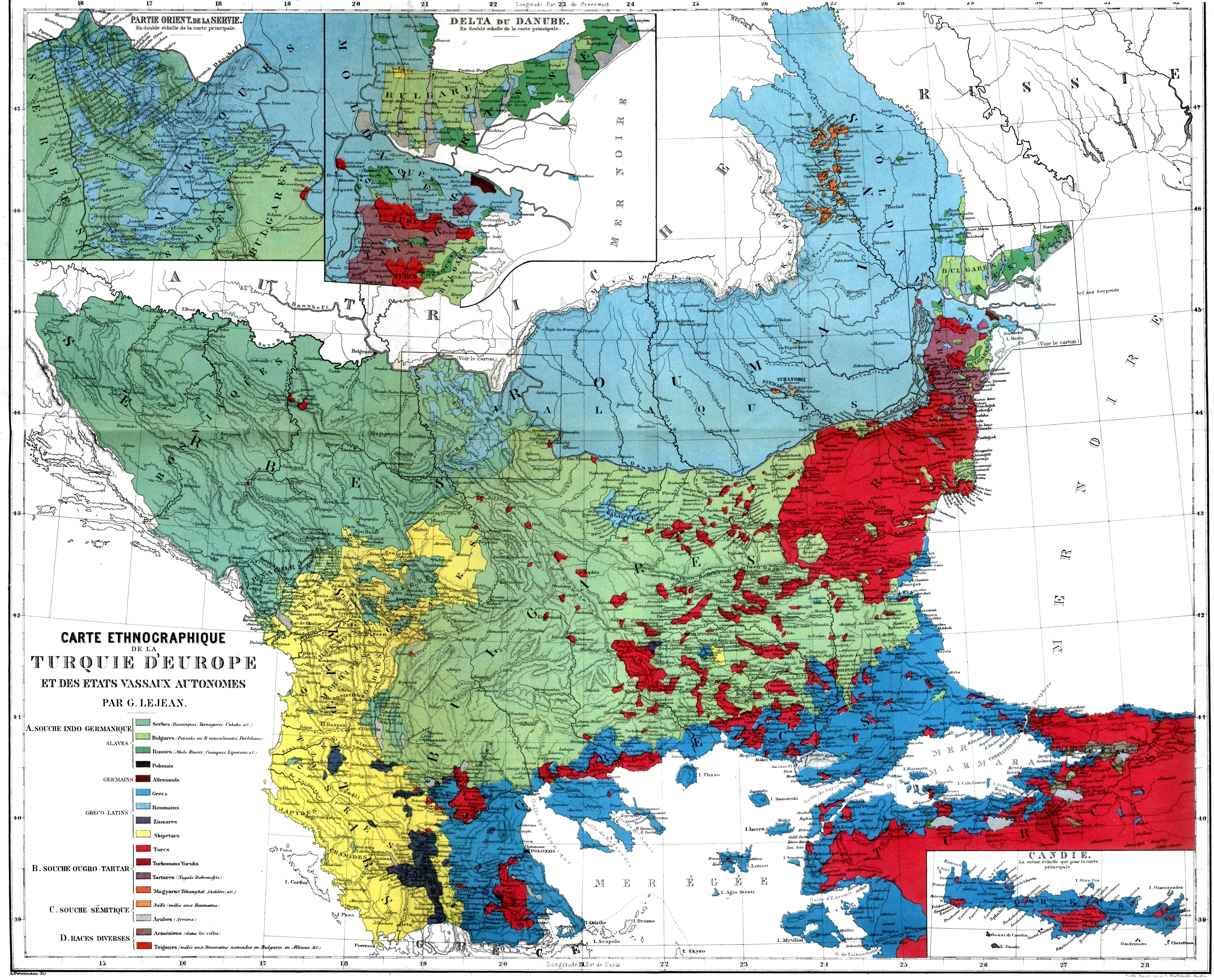
Этническая карта Балкан в середине XIX века

В 1830—1831 годах Венелин совершил долгожданное путешествие в Болгарию, ставшее возможным благодаря покровительству друзей и оформленное как официальная командировка Академии Российской, с «Высочайшего Государя Императора дозволения». Целью её было «обозреть по возможности все хранящиеся в тамошних монастырских и других библиотеках печатные книги и рукописи на Славянских наречиях и на языке Молдавском, Волошском и Греческом». Венелину удалось побывать в Одессе (где за время недавней войны образовалась значительная болгарская колония, представители которой восторженно встретили его начинание), восточных областях Болгарии и в Валахии. Несмотря на чинимые турками препятствия и подозрения местного населения, итогом его экспедиции стали 66 «валахо-болгарских или дако-славянских» грамот, с 20 снимками, историческим предисловием, комментариями и словарём, а также записи произведений болгарского фольклора. Из-за трудностей, связанных с обработкой материала, отчёт Академии был подан только через два года. Несмотря на значительные достижения экспедиции, Венелин не смог отделаться от репутации дилетанта; отсутствие учёных степеней и недостаточная строгость в методах стали препятствием к научной карьере. Так, в 1834 году он не смог, несмотря на протекцию Погодина, получить кафедру славяноведения в Московском университете, отданную М. Т. Каченовскому, стороннику взглядов на историю славян, ровно противоположных идеям Венелина.

### Последние годы

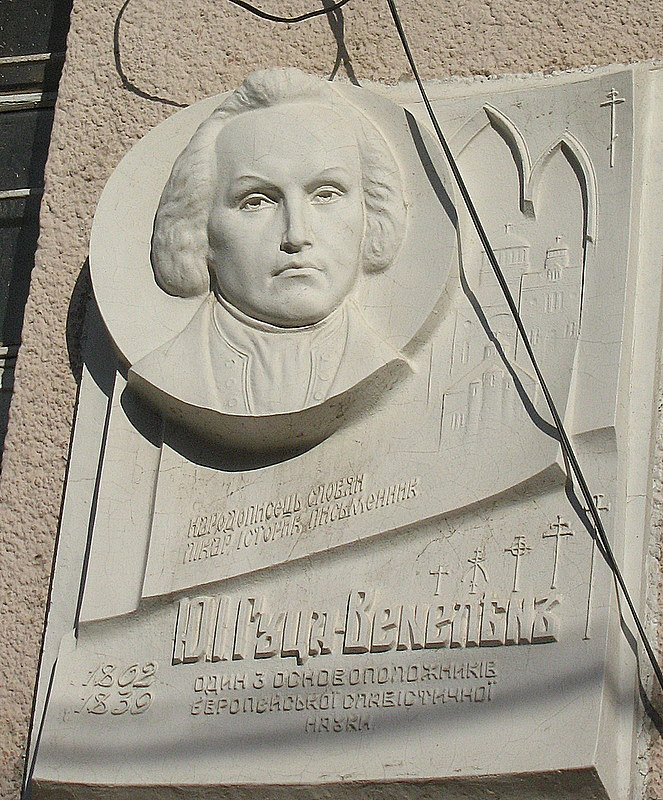
Ю. И. Гуца-Венелин — мемориальная таблица в г. Свалява.

Вторая половина 30-х годов оказалась для Венелина чрезвычайно плодотворной. Он продолжает публикацию новых статей о славянской истории, выступает в печати против «скандинавомании» (норманнской теории происхождения Руси); ещё больше сочинений осталось в рукописи и было опубликовано уже после его смерти (в частности, первая в истории грамматика болгарского языка). Тяжёлый труд, отсутствие постоянного заработка и признания подорвали здоровье Венелина. Его внезапная смерть вызвала в Болгарии многочисленные отклики; нарождающаяся болгарская интеллигенция находилась под огромным воздействием его славянофильских идей и считала себя в долгу перед русским учёным. На могиле Венелина, похороненного на кладбище Данилова монастыря, представители болгарской эмиграции в России поставили надгробный памятник с посвящением: «Он первый напомнил свету о забытом, но некогда славном и могущественном племени Болгар и пламенно желал его возрождения. Господи, услышь молитву раба Твоего». Надгробие Венелина на монастырском кладбище было разрушено в советские годы.

## Оценки деятельности
Деятельность Венелина не имеет однозначной оценки. Как при жизни учёного, так и после смерти его труды обвинялись в дилетантизме, незнании основ исторической методологии, пренебрежении фактами, стремлении любыми средствами удревнить историю славян. С другой стороны, совершенно бесспорны его заслуги в пробуждении интереса к славяно-болгарской истории как в России, так и в самой Болгарии. Как утверждает Энциклопедический словарь Брокгауза и Ефрона, «он разбудил Болгарию для новой деятельности, напомнил ей славное прошедшее, научил правильно смотреть на язык, традиции и все явления общественной жизни». Деятели болгарского национального возрождения называли Венелина своим предшественником, некоторые из них (Васил Априлов, Николай Палаузов) были знакомы с ним лично. Фамилия Венелина стала распространённым болгарским личным именем.
В вопросе о происхождении народа русь Забелин выделял два направления: немецкую школу (норманизм), лидером которой он считал Августа Шлёцера, и славянскую школу (антинорманизм). «Полнейшим выразителем» всех достоинств и недостатков первой он считал Венелина. По мнению археолога и историка И. Е. Забелина, в своих работах Венелин игнорировал доказательную базу и ставил на первое место то, что он понимал как простой «здравый смысл», в отличие от школы Шлёцера, характеризовавшейся опорой на точные доказательства и строгую критику источников. Тем же характером, что и работы Венелина отличаются и большинство других трудов славянской школы, по причине чего, несмотря на ряд верных заключений, славянская школа не оставила существенного следа в исторической науке. Согласно Забелину, пренебрежение к научной работе с источниками открывало возможности для фантазий, господствовавшей в рамках славянской школы вместо строгой и осторожной мысли немецкой школы. «Отсутствие критической обработки источников низводило всякий труд этой славянской школы на уровень праздных и ни к чему не ведущих рассуждений… у славянской школы нет под ногами учёной почвы». Возражения Иловайского против норманизма, по мнения Забелина, носят догматический характер, устраняющий точные и полные доказательства.
Историк С. Ф. Платонов (1917) отмечал, что наиболее авторитетные учёные придерживаются воззрений норманнской школы, основанной в XVIII веке Готлибом Байером и совершенствовавшейся в работах позднейших учёных, но считал, что существенную пользу принесла и славянская школа, «начиная с Ломоносова, продолжая Венелиным и Морошкиным, далее Гедеоновым и, наконец, Иловайским».
В последние годы в России, Болгарии, Словении, на Закарпатской Украине снова возникает интерес к наследию Венелина.

## Список произведений
- 1829 год — Древние и нынешние болгаре в политическом, народописном, историческом и религиозном их отношении к россиянам. — 1-е изд.. — М.: В Университетской Типографии, 1829. — Т. I. — VIII, 256 с.
  - 2-е изд.: Древние и нынешние болгаре в политическом, народописном, историческом и религиозном их отношении к россиянам // Историко-критические изыскания. — 2-е изд. — М.: В Университетской Типографии, 1856. — Т. I. Болгаре. — 241 с.
- 1834 год — Об источнике народной поэзии вообще, и о южнорусской в особенности. — М.: В тип. Н. Степанова, 1834. — Т. 1. Сербские. — 60 с.
- 1835 год — О характере народных песен у славян задунайских. — М.: В тип. Н. Степанова, 1835. — Т. 1. Сербские. — 118 с.
- 1836 год — Древние и нынешние словене в политическом, народописном, историческом и религиозном их отношении к россиянам // Историко-критические изыскания. — М.: В Университетской Типографии, 1841. — Т. II. Словене. — 114 с.
- 1838 год — О зародыше новой болгарской литературы. — М.: В тип. Н. Степанова, 1838. — Т. 1. — 51 с.
- 1840 год — Влахо-болгарскиe или дако-славянскиe грамоты. — СПб.: В тип. Императорской Российской Академии, 1840. — XVI, 559 с.
- 1842 год — Скандинавомания и её поклонники или столетние изыскания о варягах. — М.: В тип. А. Семёна, 1842. — 114 с.
- 1842 год — Известия о варягах у арабских писателей и злоупотребление в истолковании оных // Венелин Ю. И. Истоки Руси и славянства / Отв. ред. О. А. Платонов. — М.: Институт русской цивилизации, 2011. — С. 538-555. — 864 с. — ISBN 978-5-902725-91-6.
- 1846 год — Окружные жители Балтийского моря, то есть леты и славяне. — М.: В Университетской Типографии, 1846. — 94 с.
- 1847 год — О времени рождения названий. Греческое, латинское, немецкое, русское или гражданское, славянское или церковное письмо // Венелин Ю. И. Истоки Руси и славянства / Отв. ред. О. А. Платонов. — М.: Институт русской цивилизации, 2011. — С. 663-682. — 864 с. — ISBN 978-5-902725-91-6.
- 1847 год — Мысли об истории вообще и русской в частности // Венелин Ю. И. Истоки Руси и славянства / Отв. ред. О. А. Платонов. — М.: Институт русской цивилизации, 2011. — С. 45-64. — 864 с. — ISBN 978-5-902725-91-6.
- 1848 год — О первом и втором нашествии завислянских славян на Русь до Рюриковских времён // Венелин Ю. И. Истоки Руси и славянства / Отв. ред. О. А. Платонов. — М.: Институт русской цивилизации, 2011. — С. 583-627. — 864 с. — ISBN 978-5-902725-91-6.
- 1848 год — Нечто к изысканиям о готах // Венелин Ю. И. Истоки Руси и славянства / Отв. ред. О. А. Платонов. — М.: Институт русской цивилизации, 2011. — С. 628-638. — 864 с. — ISBN 978-5-902725-91-6.
- 1848 год — Об обрах, их царстве и его пределах // Венелин Ю. И. Истоки Руси и славянства / Отв. ред. О. А. Платонов. — М.: Институт русской цивилизации, 2011. — С. 639-662. — 864 с. — ISBN 978-5-902725-91-6.
- 1848 год — О споре между южанами и северянами насчёт их россизма // Венелин Ю. И. Истоки Руси и славянства / Отв. ред. О. А. Платонов. — М.: Институт русской цивилизации, 2011. — С. 789-804. — 864 с. — ISBN 978-5-902725-91-6.
- 1849 год — Критическиe исследования об истории болгар Ю. И. Венелина, с прихода Болгар на Фракийский полуостров до 968 года, или покорения Болгарии Великим Князем Русским, Святославом. — М.: В тип. Николая Степанова, 1849. — III, 342 с.
- 1856 год — О путевых записках Ю. И. Венелина // Записки отдела рукописей. — М.: Российская государственная библиотека, 2000. — Вып. 51.
  - Предисловие
  - Часть первая
  - Часть вторая
- 1997 год — Грамматика нынешнего болгарского наречия / Публикация подготовлена Г. К. Венедиктовым. — М.: Институт славяноведения и балканистики РАН, 1997. — 275 с.
- 2003 год — О происхождении славян вообще и россов в особенности // Венелин Ю. И. Истоки Руси и славянства / Отв. ред. О. А. Платонов. — М.: Институт русской цивилизации, 2011. — С. 683-788. — 864 с. — ISBN 978-5-902725-91-6.
- 2012 год — Образ проповедования Евангелия в продолжение первых четырёх веков — Журнал «Дельфис» — № 69(1)